# وردكادة (بايين خيابان ليتكوة)
وردکادة (بالفارسية: ورکاده) هي قرية تقع في إيران في قسم بایین خیابان لیتکوة الريفي. يقدر عدد سكانها بـ 974 نسمة بحسب إحصاء 2016.